# Shavit Elimelech
Shavit Elimelech (hebreo: שביט אלימלך) (nació el 7 de septiembre de 1971) es un exportero israelí.
Empezó jugando en el filial del Maccabi Tel Aviv, ahí fue donde debutó en la temporada 1988-89, en un partido entre Maccabi Tel-Aviv FC y Hapoel Jerusalem. Desde 1988 hasta 1992 militó en el primer equipo del Maccabi, hasta que en 1992 fue traspasado al Hapoel Ironi Rishon LeZion FC, donde alcanzó la final de copa en la 95-96.
A finales de 1996, Elimelech fichó por el Hapoel Tel Aviv. Con este conjunto ha alzado una liga (2000), tres copas (1999, 2000, 2006), y una Toto Cup (2002). También logró llegar hasta los cuartos de final de la Copa de la UEFA, donde Elimelech tuvo una participación muy destacada.
Su debut con la selección tardó en llegar, fue el 18 de enero de 1999 en un amistoso entre Israel y Estonia donde los locales golearon 7-0.
- Datos: Q2777611